# Detective Comics
Detective Comics (укр. Детективні комікси) — це американська лінійка коміксів, що видається щомісяця починаючи з 1937 року, найбільш відомий через представлення культового супергероя Бетмена у випуску 27. Разом з  Action Comics (журнал, який почали видавати разом з дебютом Супермена) є знаковою серією, а також джерело назви компанії-видавництва. З 871 щомісячними випусками, надрукованими станом на червень 2010,  Detective Comics є найстаршим журналом коміксів, що випускається безперервно у США.

## Історія

### The New 52
У вересні 2011 року, DC Comics перезапустило серію Detective Comics з випуском #1, як частина нової послідовності The New 52. Серія була написана і намальована Тоні Даніелем до дванадцятого випуску, і командою Джона Леймана та Джейсона Фабока, починаючи з випуску #13.
Перший випуск відновленого перезапущеного Detective Comics отримав шість видань, одразу ж після також щойно відновленої серії Justice League, яка мала сім видань. Сьомий випуск серії також був шостим "найпродаваючим цифровим коміксом DC Comic", займаючи перше місце серед багатьох інших серіях пов'язаних з Бетменом. Скотт Вест від Sciencefiction.com дав третій арці серії позитивний відгук, заявивши, що "після миноломісячного розчаровувашня - Ніч сов - приємно бачити, що Detective Comics стають такими якими вони і повинні бути... хороші детективні історії. Перезапущена серія Detective Comics отримала нагороду за "кращу серію" на 2012 Stan Lee Awards. А перше колекційне видання серії отримало перше місце у списку бестселерів New York Times в категорії "графічні романи у твердій палітурці".
Даніель писав і малював серію до кросовера «Ніч сов». Після нього: Ед Бенес, Джуліо Феррейра і Едуардо Пансіка, почали малювати серію для випусків протягом наступних трьох сюжетних-арк. Ціна Detective Comics була збільшена за рахунок додавання персонажу з популярного оточення Бетмена: Дволикого. Цей сюжет був написаний Даніелем і проілюстрований Сюзмоном Кудранскі. За ним слідував сюжет з подібною тактикою, вже з участю персонажа Г'юґо Стрендж. Даніель покинув серію з випуском #12 як сценарист, а останнім його випуском як пентціллер став "0".
DC відсвяткувало першу річницю The New 52 у вересні 2012 року, опублікувавши номер "0" у кожній новій серії з The New 52, випуски стали приквелами до серії і розкрили раніше незрозумілі сюжетні елементи. Ґреґґ Гурвітз написав "0" випуск. Даніель звернувся до Гурвіцу з проханням написати "0" через щільний графік Даніеля. Продовжуючи сюжет з елементами події «Ночі сов» у Detective Comics, Даніель написав Detective Comics Щорічник #1, який був намалюваний Романо Моленаара та проілюстрований Сандом Флореом.
Після перебування Даніеля в серії, Джон Лейман став новим сценаристом. З випуску Detective Comics (Vol. 2) #19, який був випущений 3 квітня 2013 року, серія досягла 900 випусків враховуючи перший том серії (Vol. 1), і отримала спеціально збільшений святковий випуск. Серія Леймана отримала свій перший кросовер — Gothtopia — після чого Леймен і Фабок перейшли до серії Batman Eternal, а Detective Comics була віддана уяві Браяна Букколлето і олівцю Френсіса Манапуля.
Відзначаючи другу річницю New 52, DC Comics оголосила "місяць лиходіїв", і Detective Comics отримав чотири під-випуски. Зірками яких стали: Отруйна плющ, Гарлі Квінн, Страхопудало, і Мен-бет, які відповідно з'явилися у #23.1, #23.2,# 23.3 і 23.4, ансамблю письменників і художників.
На честь 75-ї річниці Бетмена, випуск #27 став випуском з великим розміром, в якому були представлені нові історії Бреда Мельцера і Брайана Гітча, Скотта Снайдера і Шона Мерфі, Пітера Томасі і Яна Бертрама, Джона Лаймана і Джейсона Фабока, Ґреґґа Гурвіца і Ніла Адамса, Майка В. Барра і Ґульема Марча, а також написані і намальовані Франческо Франковіллой. Крім того, варіативні обкладинки до випуску намалювали: Ґреґ Капулло, Френк Міллер, Кріс Бернем, Джим Лі, Джейсон Фабок і Тоні Даніель.

### DC Rebirth
У лютому 2016 року DC Comics оголосило, що з червня 2016 року, у рамках перезапуску послідовності коміксів під назвою DC Rebirth, Detective Comics відновить свою первісну систему нумерації — #934. До New 52, Detective Comics (Vol. 1) мала 881 випусків. А у New 52 — 52 випуски, які випускалися з 2011 по 2016 рік, і які були додані назад у перший том серії, даючи серії Detective Comics — 933 випуску. Прем'єрою продовження повної нумерації став випуск #934 під час подій 2016 року DC Rebirth. Сценарист Джеймс Тайніон IV і художники Едді Барроуз та Альваро Мартінес стали творчою командою серії, яка публікується двічі на місяць.
До команди персонажів серії входять такі особи як: Тім Дрейк, Стефані Бравн, Кассандра Кейн і Бетвумен, з Бетвінґом (Люк Фокс), та Азраїлем (Жан-Поль Веллі), пізніше смерть Тіма змушує покинути команду і Стефані, дівчини Червоного робіна.